# SN 2002eo
SN 2002eo – supernowa typu II odkryta 20 sierpnia 2002 roku w galaktyce NGC 710. W momencie odkrycia miała maksymalną jasność 18,00m.